# トヨタ町
トヨタ町（トヨタちょう）は、愛知県豊田市にある地名。住居表示未実施。

## 地理
豊田市南西部、挙母地区の南東部に位置する。西は山之手、北西は丸山町、北は前田町、北東は秋葉町、東は平山町、南東は水源町、南は前山町・明和町・豊栄町、南西は御幸本町に隣接している。
町域の大部分が町名の由来となったトヨタ自動車本社工場の敷地で占められており、人口のほとんどはトヨタ敷地内の社員寮の居住者によるものである。

## 世帯数と人口
2019年（令和元年）7月1日現在の世帯数と人口は以下の通りである。
| 町丁     | 世帯数  | 人口  |
| -------- | ------- | ----- |
| トヨタ町 | 796世帯 | 797人 |

### 人口の変遷
国勢調査による人口の推移
| 1995年（平成7年）  | 1,214人 | [ 6 ]  |  |
| 2000年（平成12年） | 1,157人 | [ 7 ]  |  |
| 2005年（平成17年） | 1,220人 | [ 8 ]  |  |
| 2010年（平成22年） | 800人   | [ 9 ]  |  |
| 2015年（平成27年） | 747人   | [ 10 ] |  |

## 学区
市立小・中学校に通う場合、学区は以下の通りとなる。
| 番・番地等 | 小学校             | 中学校             | 高等学校 |
| ---------- | ------------------ | ------------------ | -------- |
| 全域       | 豊田市立平和小学校 | 豊田市立豊南中学校 | 三河学区 |

## 歴史

### 沿革
- 1959年（昭和34年）1月1日 - 挙母市が豊田市に改称した際に、トヨタ自動車の本社工場がある長興寺・下市場のそれぞれ一部がトヨタ町として分割されて設置された[1]。
- 1967年（昭和42年） - 大字渡刈および鴛鴨の各一部を編入[1]。

## 交通

### 鉄道
- 愛知環状鉄道・愛知環状鉄道線 三河豊田駅[12]

### バス
- 名鉄バストヨタ本社経由トヨタ記念病院行き

### 道路
- 国道248号[12]
- 愛知県道491号豊田環状線[12] - 起点・終点

## 施設
- トヨタ自動車本社[12]・本社工場
- トヨタ会館[12]
- トヨタマックス本社[13] - トヨタグループ企業（消滅）
- 協豊製作所本社[12] - トヨタグループ企業
- 豊興神社 - トヨタ自動車敷地内に鎮座。通称「トヨタ神社」。トヨタ本社工場完成の翌1939年（昭和14年）にトヨタ自動車の守護のために鎮座祭が斉行され、現在では地域の守り神となっている[14]。
- 山神社[要出典]
- 中部電力挙母変電所[12]

## その他

### 日本郵便
- 郵便番号 : 471-0826[3]（集配局：豊田郵便局[15]）。

## 脚註
1. 1 2 3  「角川日本地名大辞典」編纂委員会 1989, p. 910.
2. 1 2 3  “豊田市の人口　2019年7月1日現在人口　詳細データ - 町別面積・人口・世帯数”.   豊田市 (2019年7月11日). 2019年7月15日閲覧。
3. 1 2  “トヨタ町の郵便番号”.  日本郵便. 2019年7月15日閲覧。
4. ↑  “市外局番の一覧”.   総務省. 2019年6月24日閲覧。
5. ↑  『角川日本地名大辞典 23 愛知県』（1989年3月8日、角川書店発行）1770頁
6. ↑  “平成7年国勢調査の調査結果(e-Stat) - 男女別人口及び世帯数 －町丁・字等”.   総務省統計局 (2014年3月28日). 2019年3月23日閲覧。
7. ↑  “平成12年国勢調査の調査結果(e-Stat) - 男女別人口及び世帯数 －町丁・字等”.   総務省統計局 (2014年5月30日). 2019年3月23日閲覧。
8. ↑  “平成17年国勢調査の調査結果(e-Stat) - 男女別人口及び世帯数 －町丁・字等”.   総務省統計局 (2014年6月27日). 2019年3月23日閲覧。
9. ↑  “平成22年国勢調査の調査結果(e-Stat) - 男女別人口及び世帯数 －町丁・字等”.   総務省統計局 (2012年1月20日). 2019年3月23日閲覧。
10. ↑  “平成27年国勢調査の調査結果(e-Stat) - 男女別人口及び世帯数 －町丁・字等”.   総務省統計局 (2017年1月27日). 2019年3月23日閲覧。
11. ↑  “2019年度豊田市立小中学校区一覧表” (PDF).   豊田市 (2019年6月26日). 2019年7月15日閲覧。
12. 1 2 3 4 5 6 7  「角川日本地名大辞典」編纂委員会 1989, p. 1770.
13. ↑  『(株)トヨタテクノサービス、(株)トヨタコミュニケーションシステム、及び(株)トヨタマックスが再編へ』（プレスリリース）トヨタ自動車、2005年11月1日。2015年11月7日閲覧。
14. ↑  神社新報社編『企業の神社』79頁 神社新報社 1986年6月1日 ISBN 4915265870
15. ↑  “郵便番号簿 2018年度版” (PDF).   日本郵便. 2019年6月10日閲覧。